# Andriej Mierzlikin
Andriej Iljicz Mierzlikin (ros. Андрей Ильич Мерзликин; ur. 24 marca 1973 w Kaliningradzie w obwodzie moskiewskim) – rosyjski aktor filmowy i telewizyjny.

## Życie prywatne i edukacja
Andriej Mierzlikin urodził się 24 marca 1973 roku w Kaliningradzie w obwodzie moskiewskim (od 1996 Korolow). Jest absolwentem Wszechrosyjskiego Państwowego Instytutu Kinematografii im. Siergieja Appolinariewicza Gierasimowa w Moskwie.

## Wybrana filmografia
- 2015: Jedynka jako politruk Siemion Finogienow
- 2010: Spaleni słońcem 2 jako Nikołaj
- 2010: Twierdza brzeska jako podporucznik Kiżewatow
- 2010: Hydraulika jako Siergiej Samsonow
- 2009: Gorący temat jako Smirnow
- 2009: Przeprawa jako kapitan Usow
- 2008: Przenicowany świat jako Fank
- 2008: Plus jeden jako kapitan Makarow
- 2006: Beema 2 jako Dimon „The Scalded”
- 2006: Polowanie na Piranię jako Sztabs
- 2006: Misja: Moskwa jako Maks
- 2005: Ciuciubabka jako Referent / asystent Mikhalycha
- 2003: Beema jako Dimon